# 1805
| [ Edytuj tabelę ]              | |
| Emir Afganistanu               | - 1803 Szudża Szah Durrani 1809 |
| Współksiążęta Andory           | - 1797 Francesc Antoni de la Dueña y Cisneros 1812                                                                                                |
| Cesarz Austrii                 | - 1804 Franciszek II Habsburg 1835 |
| Elektor Bawarii                | - 1799 Maksymilian IV Józef 1805 |
| Król Bawarii                   | - 1805 Maksymilian I Józef 1825 |
| Sułtan Brunei                  | - 1796 Muhammad Tajuddin 1807 |
| Cesarz Chin                    | - 1796 Jiaqing 1820 |
| Król Czech                     | - 1792 Franciszek II Habsburg 1835 |
| Król Danii                     | - 1766 Chrystian VII 1808 |
| Władca Egiptu                  | - 1805 Muhammad Ali 1848 |
| Cesarz Francuzów               | - 1804 Napoleon Bonaparte 1814 |
| Cesarz Haiti                   | - 1804 Jakub I Dessalines 1806 |
| Król Hiszpanii                 | - 1788 Karol IV 1808 |
| Szach Iranu                    | - 1797 Fath Ali Szah 1834 |
| Państwo Wielkich Mogołów       | - 1759 Shah Alam II 1806 |
| Król Irlandii                  | - 1760 Jerzy III Hanowerski 1820 |
| Cesarz Japonii                 | - 1779 Kōkaku 1817 |
| Kalif                          | - 1789 Selim III 1807 |
| Patriarcha Konstantynopola     | - 1801 Kallinik IV 1806 |
| Władca Korei                   | - 1800 Sunjo 1834 |
| Emir Kuwejtu                   | - 1762 Abd Allah I 1814 |
| Książę Liechtensteinu          | - 1781 Alojzy I 1805 - 1805 Jan I 1836 |
| Sułtan Maroka                  | - 1792 Maulaj Sulajman 1822 |
| Król Nepalu                    | - 1799 Girvan Yudha 1816 |
| Premier Nepalu                 | - 1804 Rana Bahadur Shah (p.o.) 1806 |
| Król Norwegii                  | - 1784 Fryderyk VI 1814 |
| Sułtan Omanu                   | - 1804 Salim ibn Sultan 1807 |
| Papież                         | - 1800 Pius VII 1823 |
| Król Portugalii                | - 1777 Maria I 1816 |
| Król Prus                      | - 1797 Fryderyk Wilhelm III 1840 |
| Car Rosji                      | - 1801 Aleksander I 1825 |
| Cesarz Rzymski (niemiecki)     | - 1792 Franciszek II Habsburg 1806 |
| Kapitanowie Regenci San Marino | - 1804 Francesco Giannini Giuseppe Righi 1805 - 1805 Francesco Maria Belluzzi Antonio Capicchioni 1805 - 1805 Mariano Begni Giovanni Malpeli 1806 |
| Elektor Saksonii               | - 1763 Fryderyk August III 1806 |
| Król Sardynii                  | - 1802 Wiktor Emanuel I 1821 |
| Król Szwecji                   | - 1792 Gustaw IV Adolf 1809 |
| Król Tajlandii                 | - 1782 Buddha Yodfa Chulalok 1809 |
| Sułtan Turków                  | - 1789 Selim III 1807 |
| Prezydent USA                  | - 1801 Thomas Jefferson 1809 |
| Król Węgier                    | - 1792 Franciszek 1835 |
| Monarcha Wielkiej Brytanii     | - 1760 Jerzy III 1820 |
| Premier Wielkiej Brytanii      | - 1804 William Pitt Młodszy 1806 |
| Cesarz Wietnamu                | - 1802 Gia Long 1820 |
| Król Włoch                     | - 1805 Napoleon I 1814 |

Rok 1805 / MDCCCV
stulecia: XVIII wiek ~
XIX wiek ~
XX wiek

dziesięciolecia:
1770–1779 •
1780–1789 •
1790–1799 •
1800–1809
• 1810–1819
• 1820–1829
• 1830–1839

lata: 1795 «
1800 «
1801 «
1802 «
1803 «
1804 «
1805
» 1806
» 1807
» 1808
» 1809
» 1810
» 1815

## Wydarzenia w Polsce
- Wiosna – Jan Nepomucen Potocki opublikował w Petersburgu napisaną po francusku powieść Rękopis znaleziony w Saragossie. Powieść została przeniesiona na ekran w 1965 roku przez Wojciecha Hasa.
- 23 września – papież Pius VII ustanowił diecezję lubelską.
- 13 października – otwarto Liceum Krzemienieckie.
- Józef Gollmayer został prezydentem Krakowa.

## Wydarzenia na świecie
- 11 stycznia – utworzono Terytorium Michigan.
- 3 marca – utworzono Terytorium Luizjany.
- 17 marca – powstało Królestwo Włoch z Napoleonem Bonaparte jako królem.
- 24 marca – Jan I został księciem Liechtensteinu.
- 2 kwietnia – założono argentyńskie miasto San Rafael.
- 7 kwietnia – licząca 33 osoby ekspedycja Lewisa i Clarka opuściła po spędzonej tam zimie wioskę indiańskiego plemienia Mandanów i odpłynęła po rzece Missouri w kierunku wybrzeża Pacyfiku.
- 27 kwietnia – I wojna berberyjska: wojska amerykańskie i berberyjskie zaatakowały Darnę w Trypolitanii.
- 13 maja – zakończyła się bitwa o Darnę; zwycięskie starcie mieszanych sił najemnych, prowadzonych przez niewielki oddział amerykańskich marines z obrońcami fortu i miasta Darna w Trypolitanii podczas I wojny berberyjskiej. Była to pierwsza bitwa lądowa stoczona przez Siły Zbrojne Stanów Zjednoczonych na obcym, zamorskim terytorium.
- 26 maja:
  - w katedrze w Mediolanie Napoleon Bonaparte został koronowany żelazną koroną Longobardów na króla Włoch.
  - uczestnicy ekspedycji Lewisa i Clarka po raz pierwszy ujrzeli Góry Skaliste.
- 30 maja – założono Nowoczerkask w Rosji.
- 4 czerwca – USA zawarły traktat pokojowy z piratami z Trypolisu; koniec I wojny berberyjskiej.
- 5 czerwca – Napoleon Bonaparte ustanowił Order Żelaznej Korony, nadawany do 1814 roku za zasługi w napoleońskim Królestwie Italii, następnie przejęty przez Cesarstwo Austriackie (później Austro-Węgry) i tam nadawany do 1918 roku.
- 26 czerwca – Genua zostaje przyłączona do Francji.
- 22 lipca – wojny napoleońskie: Anglicy pokonali flotę francusko-hiszpańską pod Finisterre.
- 9 sierpnia – powstaje III koalicja antyfrancuska.
- 8 września – rozpoczęła się wojna Francji z trzecią koalicją.
- 15 października – zwycięska dla Francuzów bitwa pod Ulm.
- 20 października – armia austriacka skapitulowała w twierdzy Ulm przed armią francuską.
- 21 października – wojny napoleońskie: bitwa morska pod Trafalgarem. Flota angielska pokonała flotę hiszpańsko-francuską.
- 30 października – wojny napoleońskie: bitwa pod Caldiero.
- 13 listopada – Wojska Koalicji pod wodza Napoleona zdobyły bez walki Wiedeń.
- 15 listopada – Meriwether Lewis i William Clark przeszli Amerykę Płn. w poprzek i dotarli do wybrzeży Pacyfiku, kończąc pierwszą przeprawę osadników drogą lądową przez cały teren dzisiejszych Stanów Zjednoczonych.
- 24 listopada – III koalicja antyfrancuska: wojska francusko-polskie pokonały Austriaków w bitwie pod Castelfranco.
- 2-5 grudnia – Bitwa pod Austerlitz, Francuzi odnoszą wielkie zwycięstwo.
- 26 grudnia – zostaje podpisany traktat pokojowy Francji z Austrią w Presburgu (Bratysławie). Austria traci Wenecję, Istrię i Dalmację na rzecz Francji.
- 31 grudnia – ostatni dzień obowiązywania francuskiego kalendarza rewolucyjnego.
- Friedrich Sertürner wydziela morfinę z opium, stosuje ją jako środek znieczulający.
- Pierre Simon de Laplace wysuwa teorię sił kapilarnych.
- W Ameryce zostaje otwarty pierwszy kryty most nad rzeką Schuylkill w Pensylwanii.
- Rosjanie rozpoczynają podbój Azerbejdżanu.
- Została wynaleziona pierwsza zapałka

## Urodzili się
- 6 stycznia - Ewelina Hańska, polska szlachcianka, żona Honoré de Balzaca (zm. 1882)
- 7 stycznia – Ludwik Geyer, przemysłowiec, jeden z pionierów rozwoju przemysłu włókienniczego w Łodzi (zm. 1869)
- 26 stycznia – Johann Still, spiskoniemiecki przewodnik tatrzański, nauczyciel, rolnik, pszczelarz, muzykant (zm. 1890)
- 1 lutego – Samuel Earnshaw, angielski uczony, matematyk i fizyk, twórca twierdzenia nazwanego jego imieniem (zm. 1888)
- 4 lutego – Maria De Mattias, włoska zakonnica, założycielka Zgromadzenia Adoratorek Krwi Chrystusa, święta katolicka (zm. 1866)
- 8 lutego – Louis Auguste Blanqui, francuski działacz i przywódca rewolucyjny (zm. 1881)
- 10 lutego – Cyriak Eliasz Chavara, założyciel karmelitów Maryi Niepokalanej, święty katolicki (zm. 1871)
- 12 lutego - Walenty Baranowski, polski duchowny katolicki, biskup lubelski (zm. 1879)
- 13 lutego – Peter Gustav Lejeune Dirichlet, niemiecki matematyk, autor prac z teorii liczb, teorii szeregów, rachunku wariacyjnego i teorii potencjału (zm. 1859)
- 16 marca - Józef Patelski, polski szlachcic, wojskowy (zm. 1887)
- 17 marca – Manuel García, hiszpański śpiewak operowy i nauczyciel muzyki, prekursor laryngoskopii (zm. 1906)
- 2 kwietnia – Hans Christian Andersen, bajkopisarz duński (zm. 1875)
- 14 kwietnia – Stanisław Wysocki, polski inżynier, projektant i główny inżynier budowy Drogi Żelaznej Warszawsko-Wiedeńskiej (zm. 1868)
- 12 maja – Jan Nepomucen Bobrowicz, polski kompozytor i wirtuoz muzyki gitarowej (zm. 1881)
- 19 maja – Francesco de Vico SJ, astronom włoski (zm. 1848)
- 14 czerwca – Benild Romançon, francuski lasalianin, święty katolicki (zm. 1862)
- 19 czerwca – Anna Maria Adorni, włoska zakonnica, błogosławiona katolicka (zm. 1893)
- 22 czerwca – Giuseppe Mazzini, włoski prawnik, dziennikarz, demokrata (zm. 1872)
- 3 lipca – Wilhelm Gottlieb Baisch, niemiecki litograf (zm. 1864)
- 5 lipca – Robert FitzRoy, brytyjski żeglarz, wiceadmirał, gubernator Nowej Zelandii (zm. 1865)
- 29 lipca:
  - Hiram Powers, amerykański rzeźbiarz (zm. 1873)
  - Alexis de Tocqueville, francuski myśliciel polityczny, socjolog, polityk (zm. 1859)
- 31 sierpnia - Anna Libera, polska poetka, działaczka oświatowa (zm. 1886)
- 18 września - Józef Bełza, polski chemik, pionier polskiego cukrownictwa (zm. 1888)
- 13 października – Stefan Garczyński, polski poeta, powstaniec listopadowy (zm. 1833)
- 16 października – Jean Laborde, francuski podróżnik i pionier rozwoju przemysłu Madagaskaru (zm. 1878)
- 14 listopada – Fanny Mendelssohn, kompozytorka i pianistka niemiecka, siostra Feliksa (zm. 1847)
- 15 listopada - Teresa Palczewska, polska aktorka, tancerka (zm. 1858)
- 19 listopada – Ferdinand de Lesseps, francuski dyplomata i przedsiębiorca, budowniczy Kanału Sueskiego (zm. 1894)
- 10 grudnia – Amelia Załuska, kompozytorka, poetka, malarka, współzałożycielka (wraz z mężem Karolem Załuskim) uzdrowiska Iwonicz-Zdrój (zm. 1858)
- 14 grudnia - James Alfred Pearce, amerykański prawnik, polityk, senator ze stanu Maryland (zm. 1862)
- 20 grudnia – Thomas Graham, szkocki chemik i fizyk (zm. 1869)
- 23 grudnia – Joseph Smith, pierwszy przywódca mormonów (zm. 1844)
- data dzienna nieznana: 
  - Franciszek Ch’oe Kyŏng-hwan, koreański męczennik, święty katolicki (zm. 1839)
  - Barbara Kim, koreańska męczennica, święta katolicka (zm. 1839)
  - Piotr Kwŏn Tŭg-in, koreański męczennik, święty katolicki (zm. 1839)
  - Ludwik Zejszner, polski geolog, geograf, kartograf i krajoznawca, prekursor kartografii geologicznej w Polsce (zm. 1871)
  - Jan Zhang Tianshen, chiński męczennik, święty katolicki (zm. 1862)

## Święta ruchome
- Tłusty czwartek: 21 lutego
- Ostatki: 26 lutego
- Popielec: 27 lutego
- Niedziela Palmowa: 7 kwietnia
- Wielki Czwartek: 11 kwietnia
- Wielki Piątek: 12 kwietnia
- Wielka Sobota: 13 kwietnia
- Wielkanoc: 14 kwietnia
- Poniedziałek Wielkanocny: 15 kwietnia
- Wniebowstąpienie Pańskie: 23 maja
- Zesłanie Ducha Świętego: 2 czerwca
- Boże Ciało: 13 czerwca